# Non vorrei essere un uomo
Non vorrei essere un uomo (Ich möchte kein Mann sein) è un film muto del 1918 diretto da Ernst Lubitsch.

## Trama
1° ATTO

La giovane Ossi vive presso lo zio, un benestante uomo d'affari. Sia lui che la sua governante cercano di domare il carattere esuberante della ragazza, con scarsissimo successo. Ad Ossi piace divertirsi e non le importa di essere una fanciulla ammodo: gioca a poker con i dipendenti dello zio, dà risposte sfacciate, beve, fuma, ride sguaiatamente e flirta con degli sconosciuti. Quando viene a sapere che lo zio si assenterá per un lungo periodo a seguito di impegni lavorativi, è tutta felice pensando di poter essere finalmente libera di vivere come vuole senza essere più controllata. La governante invece le presenta il suo nuovo tutore, il dott. Kersten, uomo relativamente giovane ma severissimo. Kersten le fa subito capire che le cose sono cambiate: le impone di alzarsi quando lui le parla, di salutarlo con un inchino come si deve e di non andare più a spasso da sola come prima. Prima di andarsene la guarda con un ghigno e le assicura che ci penserà lui a renderla docile docile. In preda alla frustrazione, Ossi si ritira stizzita in camera sua esclamando "Perché non sono nata uomo?!".
2° ATTO

Ossi decide comunque di uscire di casa ed andare in una sartoria per farsi fare un elegante completo da uomo. I dipendenti litigano fra di loro per stabilire chi prenderà le misure dell'avvenente ragazza, cosa che la compiace molto. Alla fine si accordano che ognuno di loro misurerà una parte del corpo diversa. In camera sua si trova alle prese con le prime difficoltà dell'essere uomo: chiudere l'alto colletto inamidato sembra un'impresa disperata, per non parlare poi dell'annodare il farfallino nel modo giusto. Per fortuna riesce a trovare un farfallino pronto da indossare e finalmente può uscire vestita di tutto punto. La governante non la riconosce, anzi arrossice quando "lui" le bacia la mano e la definisce "un giovinotto delizioso". Adattarsi al ruolo maschile però non è facile: salito sulla metropolitana alcuni uomini lo rimproverano prima perché rimane seduto invece di cedere il posto ad una signora, poi perché si lamenta eccessivamente dopo che qualcuno nella calca gli ha pestato un piede ("Insomma, non faccia tante storie! In fondo Lei è un uomo!"). Ossi arriva al Mäuse-Palast ("Palazzo dei topi"), un locale da ballo estremamente affollato, dove deve letteralmente fare a gomitate con altri uomini per entrare ("Che esseri rozzi, questi uomini!", commenta). Riceve le attenzioni di alcune donne, il che non sembra affatto dispiacergli. Suscita però la loro ilarità quando - forse dimentico del proprio ruolo - viene scoperto davanti ad uno specchio mentre si mette la cipria. Ossi riconosce tra i frequentatori del locale il tutore Kersten, intento a flirtare con una donna, e decide per ripicca di attirare le attenzioni di lei ammiccando a distanza. La cosa sembra riuscirgli, tant'è che Kersten, accortosene, lascia la donna sola al tavolo per andare ad affrontare lo sfacciato "rivale". Ossi fa notare a Kersten che nel breve tempo in cui lui si è allontanato la donna ha già trovato un nuovo spasimante, col quale si sta persino baciando. Kersten la prende con filosofia: meglio lasciar perdere il frivolo mondo femminile e trovare un amico!
3° ATTO

Per festeggiare la loro amicizia Kersten e Ossi non si fermano ad un brindisi, ma bevono in modo sfrenato e si abbandonano pure a qualche bacio. Kersten offre a Ossi un sigaro, al quale non è abituata e che la far star male, per cui deve correre in bagno. Istintivamente va verso quello delle donne, ma viene bloccata da un uomo che la dirige verso quello "giusto", al quale Ossi rinuncia. Al momento di andarsene dal locale si scambiano per sbaglio i mantelli. Prendono insieme una carrozza per tornare a casa e continuano a baciarsi, poi crollano addormentati. Per capire dove portare i suoi passeggeri, al conducente non resta che frugare nelle tasche dei rispettivi mantelli per trovare i loro documenti e quindi gli indirizzi. Ne risulta che Kersten viene portato a casa di Ossi e viceversa. La mattina dopo scoprono entrambi con sgomento di non essere nel loro letto. Kersten viene svegliato bruscamente dalla governante di Ossi, che lo crede essere la ragazza, visto che lui si è fortunatamente nascosto sotto le coperte. Ossi si mette a piangere davanti al servitore di Kersten e esclama di voler tornare dalla sua governante. Giunta a casa, ovviamente ancora in abbigliamento maschile, fa in tempo a vedere Kersten che cerca di sgattaiolare fuori inosservato. Kersten è sorpreso, ma il "ragazzo" dice di essere il cugino di Ossi e di essere venuto a trovarla. Kersten gli confessa di trovare sua "cugina" molto carina. Il "cugino" sale in camera di Ossi. Intanto la governante vede Kersten e crede che lui sia appena arrivato per controllare la sua pupilla, per cui lo manda di sopra per tirarla fuori dal letto. Qui Kersten scopre Ossi mentre, ancora vestita da uomo ma liberatasi dall'acconciatura mimetica, si pettina i lunghi capelli biondi. Kersten non crede ai suoi occhi e Ossi si mette a ridere, prendendosi gioco di lui ("Ah, e così mi volevi rendere docile, eh?"). I due finiscono nelle braccia l'uno dell'altra e si baciano, quindi Ossi esclama "Non voglio essere un uomo!".

## Produzione
Il film fu prodotto dalla Projektions-AG Union (PAGU).

## Distribuzione
Distribuito dall'Universum Film (UFA), uscì nelle sale cinematografiche tedesche nel 1918 dopo essere stato presentato in prima a Berlino il 1º ottobre 1918.
Copia della pellicola - un positivo 35 mm - viene conservata negli archivi dell'International Museum of Photography and Film at George Eastman House. Nel 2010, la pellicola è stata proiettata al Festival di Locarno, nell'ambito di una retrospettiva dedicata a Lubitsch.